# Biografielijst Oh

## Oh
- Oh Eun-sun (1966), Zuid-Koreaans bergbeklimster
- Oh Se-jong (1982), Koreaans shorttracker

## Oha
- Dominique Ohaco (1995), Chileens freestyleskiester
- Jason O'Halloran (1987), Australisch motorcoureur
- Jenny O'Hara (1942), Amerikaans actrice
- Denis O'Hare (1962), Amerikaans/Iers acteur
- Michael O'Hare (1952), Amerikaans acteur
- Yui Ohashi (1995), Japans zwemster

## Ohl
- Russell Ohl (1898-1987), Amerikaans natuurkundige
- Victor Öhling Norberg (1990), Zweeds freestyleskiër
- Doug Ohlson (1936-2010), Amerikaans kunstenaar
- Fredrik Ohlsson (1931-2023), Zweeds acteur

## Ohm
- Georg Simon Ohm (1787-1854), Duits natuurkundige
- Jarl Öhman (1891-1936), Fins voetballer en voetbalcoach

## Ohn
- Benno Ohnesorg (1940-1967), Duits misdaadslachtoffer
- Apolo Anton Ohno (1982), Amerikaans shorttracker
- Kazuo Ohno (1906-2010), Japans danser

## Oho
- Ute-Henriette Ohoven (1946), Duits fondsenwerver

## Oht
- Kakunoshin Ohta (1999), Japans autocoureur

## Ohu
- Christine Ohuruogu (1984), Brits atlete